# بوهيموند الخامس

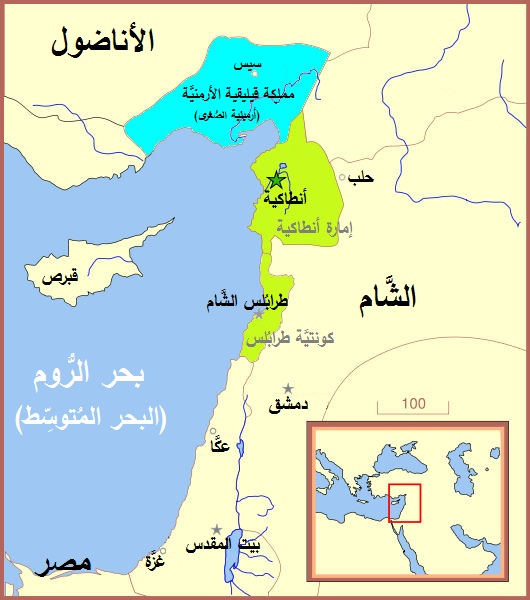
إمارة أنطاكية وكونتية طرابلس.

بوهيموند الخامس أمير أنطاكية وكونت طرابلس (ولد 1205 - توفي يناير 1252)، ورث حكم أنطاكية عن والده بوهيموند الرابع بعد أن توفي سنة 1233 وحكم حتى 1275. تزوج من اليس شامبين وأنفصل عنها وتزوج لوسيانا دي سيجني قريبة البابا جريجوري التاسع، توفي بوهيموند قي يناير 1252 وخلفه ابنه بوهيموند السادس.
| أنظر أيضا       |                      |                 |
| سبقه            | حكام إمارة أنطاكية   | لحقه            |
| بوهيموند الرابع | الفترة : 1233 - 1252 | بوهيموند السادس |